# John the Revelator / Lilian
John the Revelator / Lilian – wydany 5 czerwca 2006 singel promocyjny grupy Depeche Mode, promujący album Playing the Angel.

## Wydany w krajach
- (CD-R)
- Unia Europejska (7", CD)
- USA (CD-R)
- Wielka Brytania (CD-R)

## Informacje
- Nagrano w 2005 roku
- Produkcja: Ben Hillier
- Format: CD, 12", DVD
- Teksty i muzyka Martin Lee Gore

## Twórcy

### Depeche Mode
- David Gahan - śpiew
- Martin Gore - gitara, gitara basowa, wokal wspierający
- Andrew Fletcher - syntezator, zarządzanie

### Pozostali
- Dave McCracken - syntezator, automat perkusyjny
- Richard Morris - syntezator, automat perkusyjny

## Wydania

### EMI
- PCDBong38, CD-R, wydany w Danii
  1. John the Revelator ("Dave Is in the Disco" Tiefschwarz Remix) - 7:49
  2. John the Revelator (Tiefschwarz Dub) - 8:12
  3. John the Revelator (Murk Mode Remix) - 7:13
  4. John the Revelator (Murk Mode Dub) - 8:32
  5. John the Revelator (Boosta Club Remix) - 4:47
  6. John the Revelator (UNKLE Re-construction) - 4:59
  7. Lilian (Chab Vocal Remix) - 9:03
  8. Lilian (Chab Dub) - 7:08
  9. Lilian (Pantha Du Prince Neues Holz Remix) - 6:48
  10. Lilian (Pantha Du Prince Raboisen Ecke Burstah Remix) - 6:33
  11. Lilian (Robag Wruhme Krazy Fuckking Dub) - 6:04

### Mute
- Bong38, limitowana, numerowana 7" płyta winylowa, wydana w Unii Europejskiej
  1. John the Revelator (UNKLE Dub) -
  2. Lilian (Robag Wruhme Slomoschen Kikker) -

- PCDBong38, CD, wydany w Unii Europejskiej
  1. John the Revelator ("Dave Is in the Disco" Tiefschwarz Remix) - 7:49
  2. John the Revelator (Tiefschwarz Dub) - 8:12
  3. John the Revelator (Murk Mode Remix) - 7:13
  4. John the Revelator (Murk Mode Dub) - 8:32
  5. John the Revelator (Boosta Club Remix) - 4:47
  6. John the Revelator (UNKLE Re-construction) - 4:59
  7. Lilian (Chab Vocal Remix) - 9:03
  8. Lilian (Chab Dub) - 7:08
  9. Lilian (Pantha Du Prince Neues Holz Remix) - 6:48
  10. Lilian (Pantha Du Prince Raboisen Ecke Burstah Remix) - 6:33
  11. Lilian (Robag Wruhme Krazy Fuckking Dub) - 6:04

- PCDBong38, CD-R, wydany w Wielkiej Brytanii
  1. John the Revelator ("Dave Is in the Disco" Tiefschwarz Remix) - 7:49
  2. John the Revelator (Tiefschwarz Dub) - 8:12
  3. John the Revelator (Murk Mode Remix) - 7:13
  4. John the Revelator (Murk Mode Dub) - 8:32
  5. John the Revelator (Boosta Club Remix) - 4:47
  6. John the Revelator (UNKLE Re-construction) - 4:59
  7. Lilian (Chab Vocal Remix) - 9:03
  8. Lilian (Chab Dub) - 7:08
  9. Lilian (Pantha Du Prince Neues Holz Remix) - 6:48
  10. Lilian (Pantha Du Prince Raboisen Ecke Burstah Remix) - 6:33
  11. Lilian (Robag Wruhme Krazy Fuckking Dub) - 6:04

### Warner Bros.
- bez numeru katalogowego, CD-R, wydany w USA
  1. John the Revelator (Boosta Club Remix) - 4:49
  2. John the Revelator ("Dave Is in the Disco" Tiefschwarz Remix) - 7:52
  3. John the Revelator (Murk Mode Dub) - 8:35
  4. John the Revelator (Murk Mode Remix) - 7:16
  5. John the Revelator (Tiefschwarz Dub) - 8:15
  6. John the Revelator (UNKLE Re-construction) - 4:59
  7. Lilian (Chab Vocal Remix) - 9:03
  8. Lilian (Chab Dub) - 7:08
  9. Lilian (Pantha Du Prince Neues Holz Remix) - 6:48
  10. Lilian (Pantha Du Prince Raboisen Ecke Burstah Remix) - 6:33
  11. Lilian (Robag Wruhme Krazy Fuckking Dub) - 6:04